# Alexis Raynaud
Alexis Romain Raynaud (* 19. August 1994 in Grasse) ist ein französischer Sportschütze. Er schießt mit dem Kleinkalibergewehr und dem Luftgewehr.

## Erfolge
Alexis Raynaud nahm 2016 an den Olympischen Spielen in Rio de Janeiro teil. In der Qualifikationsrunde des Dreistellungskampfes mit dem Kleinkalibergewehr belegte er mit 1176 Punkten den fünften Rang und zog dadurch ins Finale ein. In diesem schoss er insgesamt 448,4 Punkte und belegte so hinter Niccolò Campriani und Sergei Kamenski den Bronzerang. Zwei Jahre darauf gewann er bei den Weltmeisterschaften in Changwon ebenfalls die Bronzemedaille mit der Mannschaft im Dreistellungskampf mit dem Gewehr auf 300 m. Raynaud nahm sowohl an den Europaspielen 2015 als auch 2019 teil, jedoch ohne eine Medaille zu gewinnen.
Für seinen Medaillengewinn bei den Olympischen Spielen erhielt er Ende 2016 das Ritterkreuz des Ordre national du Mérite.